# Predrag Šuput
Predrag Šuput (* 1. Juni 1977 in Gospić, Jugoslawien) ist ein serbischer Basketballspieler.

## Leben
Šuput wurde am 1. Juni 1977 in Gospic geboren, kam aber vergleichsweise spät (1996) zum Basketball. Beim Klub KK Apatin begann er in der vierten serbischen Liga, wies zu dieser Zeit bereits eine Größe von 2,00 Metern auf. Nachdem er 1999 zu KK Vrbas gegangen war, folgte 2000 ein Wechsel zu Spartak Subotica. Mit der Mannschaft gelang direkt der Aufstieg in die erste Liga. Bereits in seinem ersten Jahr erzielte er für Subotica 16,5 Punkte und 7,0 Rebounds je Begegnung, womit er sich den Weg in Richtung der serbischen Spitzenmannschaften ebnete.
2003 wechselte Šuput zu KK Vojvodina Novi Sad und ein Jahr später zu KK Partizan Belgrad. Ein Fußbruch zwang ihn Mitte Oktober 2004 zu einem halben Jahr Pause. Diese Verletzung wurde später als einer der Gründe angesehen, weshalb Suput nie in der Nationalmannschaft spielte. Nach dem Meistertitel im Jahr 2005 wechselte er schließlich zu KK Hemofarm, wo er mit 13,4 Punkten und 4,4 Rebounds im Schnitt überzeugen konnte. Gegen die Brose Baskets Bamberg legte er beim 71:64-Erfolg im ULEB Cup 22 Punkte und 8 Rebounds auf.
Am 19. Juli 2007 unterschrieb Šuput beim damals amtierenden Deutschen Meister Brose Baskets Bamberg einen Einjahresvertrag. Unter Trainer Dirk Bauermann erreichte er in der Saison 2007/08 für die Franken 9,2 Punkte und 4 Rebounds je Begegnung. Zudem traf er 49,2 % seiner Feldwürfe sowie 42,7 % seiner Dreipunkteversuche. Am 28. Dezember 2007 verlängerte er seinen Vertrag vorzeitig bis zum Ende der Saison 2009/2010. Nach seinem ordentlichen ersten Jahr in Bamberg steigerte Šuput seine Werte in der Saison 2008/09 auf 15,2 Punkte und 5,1 Rebounds pro Partie. 2009/10 lag er mit 14,9 Punkten und 4,7 Rebounds je Spiel nur knapp darunter. Anschließend fielen seine Werte. Seinen Bundesliga-Höchstwert erreichte er im März 2011 mit 34 Punkten gegen Berlin. Er wurde mit Bamberg dreimal deutscher Meister und dreimal deutscher Pokalsieger und war bekannt dafür, insbesondere in wichtigen Spielen Höchstleistungen abrufen zu können. In der EuroLeague bestritt er für Bamberg 32 Einsätze. Seinen besten Punkteschnitt erreichte er in dem Wettbewerb in der Saison 2011/12 mit 10,9.
Nach dem Gewinn der Meisterschaft 2012 bauten die Brose Baskets ihre Mannschaft um und unterbreiteten Suput kein weiteres Angebot. Er wechselte daraufhin nach Kroatien zu KK Cedevita. Nach der Saison 2012/13 war er nicht weiter für Cedevita aktiv. Anschließend wechselte er zu KK Dunav nach Serbien.

## Erfolge
- 2005: Serbisch-montenegrinischer Meister mit KK Partizan Belgrad
- 2006: Serbisch-montenegrinischer Meister mit KK Partizan Belgrad
- 2010: Deutscher Pokalsieger (Basketball) mit Brose Baskets
- 2010: Deutscher Meister mit den Brose Baskets Bamberg
- 2011: Deutscher Pokalsieger mit den Brose Baskets Bamberg
- 2011: Deutscher Meister mit den Brose Baskets Bamberg
- 2012: Deutscher Pokalsieger mit den Brose Baskets Bamberg
- 2012: Deutscher Meister mit den Brose Baskets Bamberg